# Poveste cu buline
Poveste cu buline este un film românesc din 1974 regizat de Liana Petruțiu.